# 宮崎総子
宮崎 総子（みやざき ふさこ、本名：同じ、1944年（昭和19年）1月2日 - 2015年（平成27年）2月24日）は、日本のアナウンサー。愛称は「ミヤちゃん」、「フチャコ」。アナウンサーとしてのテレビ出演で知られるほか、「無名塾」のプロデューサーとして演劇製作に携わったこともある。身長150cm。

## 来歴・人物
第二次世界大戦末期の1944年、裁判官だった父親の赴任先であった福岡県福岡市博多区で生まれ、間もなく母・姉とともに広島県呉市の伯父宅に疎開した。戦後、父親が弁護士に転身し、一家で東京に移った。
立教女学院高等学校から立教大学文学部英米文学科に入学、英語劇の女優として活躍し立教・慶應・早稲田・一橋の4大学英語劇コンテストでは主演演技賞を受賞したこともあってスチュワーデスにも憧れていたが、150cmで身長不足により断念。姉に進路を相談すると「フジテレビって上品な局よ」とアナウンサーになることを勧められ、面接でそのことを話すと面接官は大笑いしたという。卒業後の1966年、アナウンサーとしてフジテレビに入社、1969年アポロ11号が月面着陸した折、外国人参加の特別番組の総合司会を担当し、得意の英語力で番組を仕切る。1971年、フジテレビ社員のままTBSが新たに始めるワイドショーのアシスタントのオーディションを受験し合格、フジテレビを退社。フジテレビ同期入社のアナウンサーには、大林宏、野間脩平、岡正、渡辺直子などがいた。
フジテレビ退社後には朝のワイドショー番組『モーニングジャンボ奥さま8時半です』（TBS）の司会を務め、女性司会者としては13年間という長寿登板記録を作り、はきはきとしたキャラクターで一躍朝の顔となった。その後も『そこが知りたい』（TBS）や『スーパーワイド』（同）など様々なテレビ番組に出演し、司会やリポーターを務めていた。
2005年、人間ドックで心臓の一部に壊死が見つかるも、普通に生活。2011年から1年間体調を崩した娘のためにフィリピン・ボラカイ島と日本を一緒に往復する生活も送る。
2014年春から心疾患の影響とみられる体調不良から5ヶ月間入院した。退院後は元気な様子だったが、2014年12月の検診で病状の悪化を指摘され2015年2月18日に再入院した。同2月24日、特発性拡張型心筋症のため大阪府吹田市の国立循環器病研究センターで死去（71歳没）｡

## 家族
両親とも広島県呉市の出身で、母方の祖父は昭和初期に呉の市長を務めた勝田登一。実姉は無名塾創設者で演出家の宮崎恭子。その夫である俳優、仲代達矢は義兄となる。
宮崎自身は1973年にフジテレビの同僚アナウンサー、山川建夫と結婚して一女をもうけたが1978年に離婚した。娘は子供がいなかった姉夫妻の養女となり、後に仲代奈緒の芸名で歌手デビューしている。大阪で営まれた宮崎の告別式には、奈緒が喪主を務めた。

## 出演番組
報道・情報ワイドショー番組
| 期間      | 期間         | 番組名                                   | 役職 |
| --------- | ------------ | ---------------------------------------- | --- |
| 1972年4月 | 1984年5月4日 | モーニングジャンボ奥さま8時半です（TBS） | メイン司会 ※フリー転身後初の出演番組、途中3ヵ月は出産に伴い一時休養、休養期間は実姉の宮崎恭子が代役として担当 |
| 1982年5月 | 1997年9月    | そこが知りたい（TBS）                    | レギュラーレポーター                                                                                          |
| 1985年4月 | 1986年3月    | モーニングアップル（関西テレビ）         | 司会 |
| 1993年4月 | 1996年5月    | スーパーワイド（TBS）                    | メインキャスター                                                                                              |
| 時期不明  | 時期不明     | ニュースジョッキー（朝日ニュースター）   | 木曜日担当キャスター                                                                                          |

その他
- 「中卒・東大一直線 もう高校はいらない!」（TBS）
- 「月曜ワイド劇場 イッキ!イッキ!東大へ!」（テレビ朝日）
- 「暴れん坊将軍II」 第113話「古き女房に花束を!」（テレビ朝日）

## 舞台
- 朗読劇 大切な人（2014年）

## 著書
- 「羊も鳩も僕らの教科書」（新潮社）
- 『ママに速達』三樹書房、1984年3月10日。NDLJP:12104986。
- 「コペット・いっぱいお母さん」（フレーベル館）
- 「私づくり幸福づくり」（海竜社）
- 「わが家の食卓」（英知出版）